# Lepidozamia
Lepidozamia es un género de plantas con dos especies oriundas de Australia. Son nativas de climas de bosques húmedos en el este de Queensland y Nueva Gales del Sur. El número de cromosomas esː 2n = 18.
Se han reconocido cuatro especies en este género pero dos de ellas solo existen como fósiles, mientras que la pareja restante se puede encontrar en los bosques húmedos de la costa oriental de Australia. Entre las Cycadales más altas conocidas, tienen aspecto de palmeras con un tronco recto, generalmente sin ramificar, y frondas pinnadas verde lustroso que brotan en verticilos anuales, con los verticilos de 3 a 5 años en un momento dado. Como todas las Cycadales producen piñas masculinas (polínicas) y femeninas (seminales) en plantas distintas, y ambas son excepcionalmente grandes en este género, alzándose solitarias y erectas en el centro del círculo de frondas; las piñas femeninas están revestidas de felpa marrón, con pliegues puntiagudos salientes, mientras que las masculinas más estrechas, son verdes y desprenden enormes cantidades de polen a través de una hendidura espiral cuando maduran.

## Cultivo
Son atractivas plantas de jardín y de jardinería en climas cálidos, y toleran heladas ocasionales muy ligeras. Se cultivan en suelo medianamente fértil, húmedo pero bien drenado. Se trasplantan con facilidad y es mejor cultivarlas al resguardo de árboles más altos, ya que las hojas tienden a decolorarse y ponerse amarillentas a pleno sol. Se multiplican por semillas en primavera o verano.
Especies
- Lepidozamia hopei
- Lepidozamia peroffskyana